# Luo Shifang
Luo Shifang (in cinese: 罗诗芳S; Città di Chonglingjiang, 2 aprile 2001) è una sollevatrice cinese campionessa olimpica e mondiale attiva nella categoria dei pesi leggeri (fino a 59 kg.).

## Carriera
Luo Shifang ha cominciato a mettersi in evidenza a livello internazionale in occasione dei Giochi Asiatici di Hangzhou 2022, vincendo la medaglia d'argento con 240 kg. nel totale.
Nel 2023 ha vinto la medaglia d'oro ai Campionati asiatici di Jinju con 238 kg. nel totale e, qualche mese dopo, ha conquistato il titolo mondiale ai Campionati mondiali di Riad con 243 kg. nel totale.
L'anno seguente ha conquistato anche il titolo olimpico alle Olimpiadi di Parigi 2024 con 241 kg. nel totale, battendo la canadese Maude Charron (236 kg.) e la taiwanese Kuo Hsing-chun (235 kg.).